# Plaza 19 de Noviembre
La Plaza 19 de Noviembre se encuentra ubicada en la ciudad de La Plata, Provincia de Buenos Aires, República Argentina. Está en el cruce de las avenidas 25 y 44.
Su nombre data de 1901, y evoca la fecha de fundación de la ciudad de La Plata, que fue fundada por Dardo Rocha un día 19 de noviembre de 1882. Esa fecha coincidía con el día de nacimiento de uno de los hijos de Rocha, llamado Dardo Melchor Ponciano Rocha.
Dentro de este espacio verde funciona una cancha de bochas, y en su centro está emplazado un mástil con la bandera argentina.

## Enlaces relacionados
- Plazas de La Plata
- La Plata